# Petjora

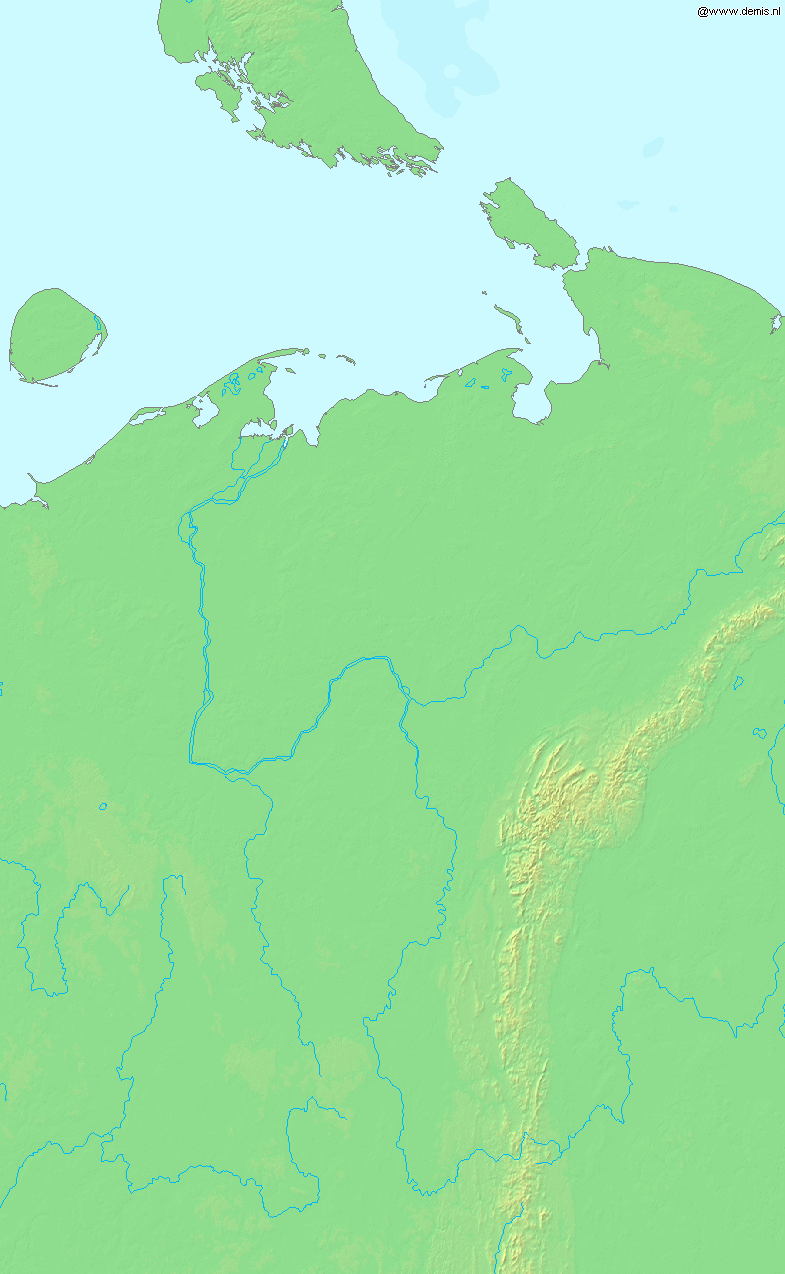
Floden Petjora har många biflöden. I norr syns Karasundet, Karahavet och Novaja Zemlja, i öster Uralbergen.

Petjora (ryska: Печо́ра; komi: Печӧра; nentsiska: Санэроˮ яха) är en flod i nordöstra Ryssland som rinner genom delrepubliken Komi och Nentsien. Den är 1809 km lång och har ett avrinningsområde på 322 000 km².
Floden rinner upp på västra sluttningen av Uralbergen (62°N, 58°Ö) i Komi-republikens sydöstra hörn (floden Ob ligger öster om Ural), flyter mot norr och nordväst genom Jaksja, Ust-Ilitj (Ust-Ussa), Troitsko-Petjorsk, Vuktyl, staden Petjora, och Narjan-Mar innan den vid samhället Nosovaja (68,25°N 54,56°Ö) når Petjorabukten och Petjorasjön, den sydöstra delen av Barents hav söder om Novaja Zemlja. Floden bildar ett stort delta vid mynningen. Huvudströmmen och biflödet Ilitj (Ussa) åtnjuter naturskydd som naturreservatet Petjora-Ilitj. De största bifloderna är Ilitj från höger och Izjma från vänster.
Petjora har ett mycket ringa fall och är till största delen navigerbar, men är mesta delen av året isbelagd. Större fartyg når upp till Narjan-Mar (80 km). Petjora genomflyter ett lågland, Petjorastäppen, mellan Uralbergen (1894 m ö.h.) och Timanryggen (463 m ö.h.), som har rika fyndigheter av brunkol, uppskattningsvis 350 000 ton. Petjora drabbades av stora oljeutsläpp 1994.